# Sergentomyia vernoni
Sergentomyia vernoni är en tvåvingeart som beskrevs av Lewis 1987. Sergentomyia vernoni ingår i släktet Sergentomyia och familjen fjärilsmyggor. Inga underarter finns listade i Catalogue of Life.